# Bătălia de la Insulele Santa Cruz
Bătălia de la Insulele Santa Cruz a fost cea de-a patra bătălie de portavioane pe teatrul de război din Pacific în cel de-al Doilea Război Mondial și cel de-a patra cea mai mare bătălie navală dintre Marina Militară a SUA și Marina Imperială Japoneză, purtată în cadrul Campaniei din Guadalcanal.
În mod similar luptelor din Marea Coralilor, Midway, și Insulele Solomon de Est, navele de celor doi adversari au intrat rareori în raza vizuală directă a celuilalt. În schimb, aproape toate atacurile de ambele părți au fost executate de către avioane de pe portavioane sau cu baza pe uscat.
Într-o încercarea de a devia forțele aliate de la Guadalcanal și insulele din apropiere și de a pune capăt impasului care a existat începând cu luna septembrie 1942, Armata Imperială Japoneză a planificat o ofensivă majoră terestră la Guadalcanal pe 20-25 octombrie 1942. În sprijinul acestei ofensive, și cu speranța de a angaja forțe aliate navale, portavioane japoneze și alte nave de război mari s-au apropiat de Insulele Solomon, în partea de sud. Din această locație, forțele navale japoneze au sperat să angajeze și să învingă decisiv orice grupare navală aliată (în principal americană), în special portavioane, care răspund la ofensiva terestră. Forțele navale aliate, de asemenea, au sperat să întâlnească forțele navale japoneze în luptă, cu aceleași obiective de a rupere impasul și de a înfrânge decisiv adversarul.
Ofensiva terestră japoneză la Guadalcanal era în curs de desfășurare în Bătălia pentru aerodromul Henderson Field, în timp ce navele de război și avioanele celor doi adversari se confruntau în dimineața zilei de 26 octombrie 1942, la nord de insulele Santa Cruz. După atacuri aeriene reciproce asupra portavioanelor, navele aliate de suprafață au fost forțate să se retragă din zona de luptă cu prețul unui portavion scufundat și altul puternic avariat. Forțele japoneze care au participat la bătălie de asemenea s-au retras, datorită pierderilor mari de avioane, personal și avarii mari la două dintre portavioane.
Bătălia deși se consideră o victorie tactică pentru japonezi datorită unui portavion american scufundat și altul avariat, pierderile de personal ale japonezilor, ale unor piloți veterani, s-au dovedit pe termen lung de neînlocuit, pierderile americanilor în privința piloților fiind relativ mici, și care s-au putut înlocui cu ușurință.
Costul ridicat al luptei pentru japonezi a împiedicat forțele lor de portavioane să se implice în continuare semnificativ în campania din Guadalcanal.

## Contextul

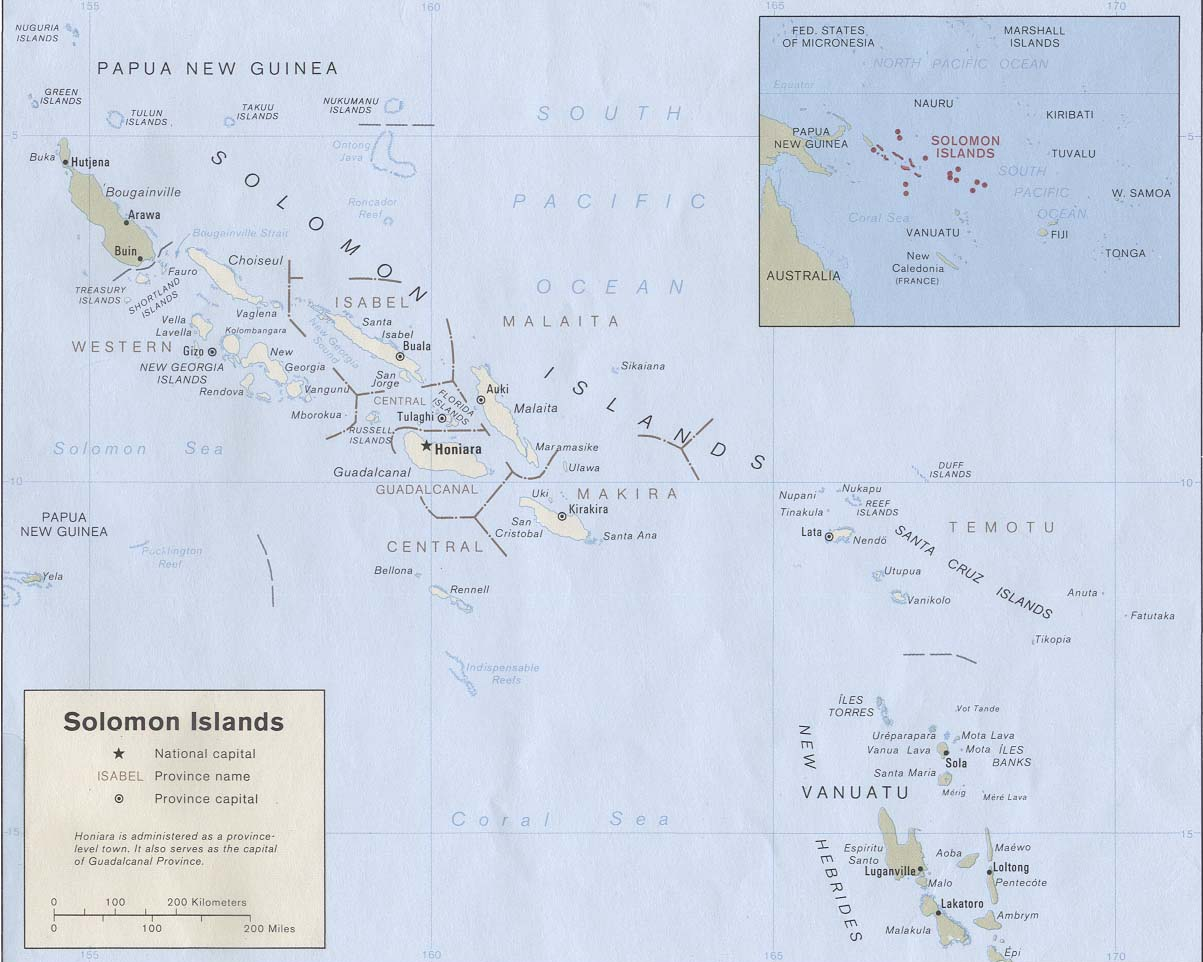
Insulele Solomon

La data de 07 august 1942, forțele aliate (în primul rând cele americane) au debarcat pe insula Guadalcanal, Tulagi, și Insulele Florida în Insulele Solomon, ocupate de japonezi.
Debarcarea de pe insule a fost menită să împiedice utilizarea acestora de către japonezi ca baze în scopul a pune în pericol rutele de aprovizionare între SUA și Australia, precum și pentru a asigura insulele ca puncte de pornire pentru o campanie cu scopul final de izolare a marei baze japoneze la Rabaul, sprijinind în același timp, campania aliată în Noua Guinee. Debarcările au inițiat Campania din Guadalcanal, care s-a întins pe o perioadă de șase luni.
După Bătălia de la Insulele Solomon, în care portavionul USS Enterprise a fost grav avariat și forțat să se întoarcă în portul Pearl Harbor, Hawaii pentru o lună de reparații capitale, trei grupuri operative de portavioane americane au rămas în zona Pacificului de Sud. Grupurile operative (Task Force) includeau portavionul USS Wasp, Saratoga, și Hornet, plus escadrilele aeriene de pe bordul lor și nave de escortă, incluzând cuirasate, crucișătoare, distrugătoare care staționau în primul rând între insulele Solomon și insule Noile Hebride (Vanuatu). În această locație, portavioanele aveau sarcina de a păzi linia de comunicare dintre cele mai importante baze aliate de la Noua Caledonie și Espiritu Santo, sprijinirea forțelor terestre aliate la Guadalcanal și Tulagi împotriva oricăror contraofensive japoneze, apărând circulația navelor de aprovizionare la Guadalcanal, și atacarea și distrugerea navelor de război japoneze, în special portavioane, care ar fi intrat în raza lor de acțiune.
Zona din ocean, în care forțele de portavioane americane operau era  cunoscut sub numele de americani sub numele de „Confluența Torpedourilor" , din cauza concentrației mari de submarine japoneze din zona.

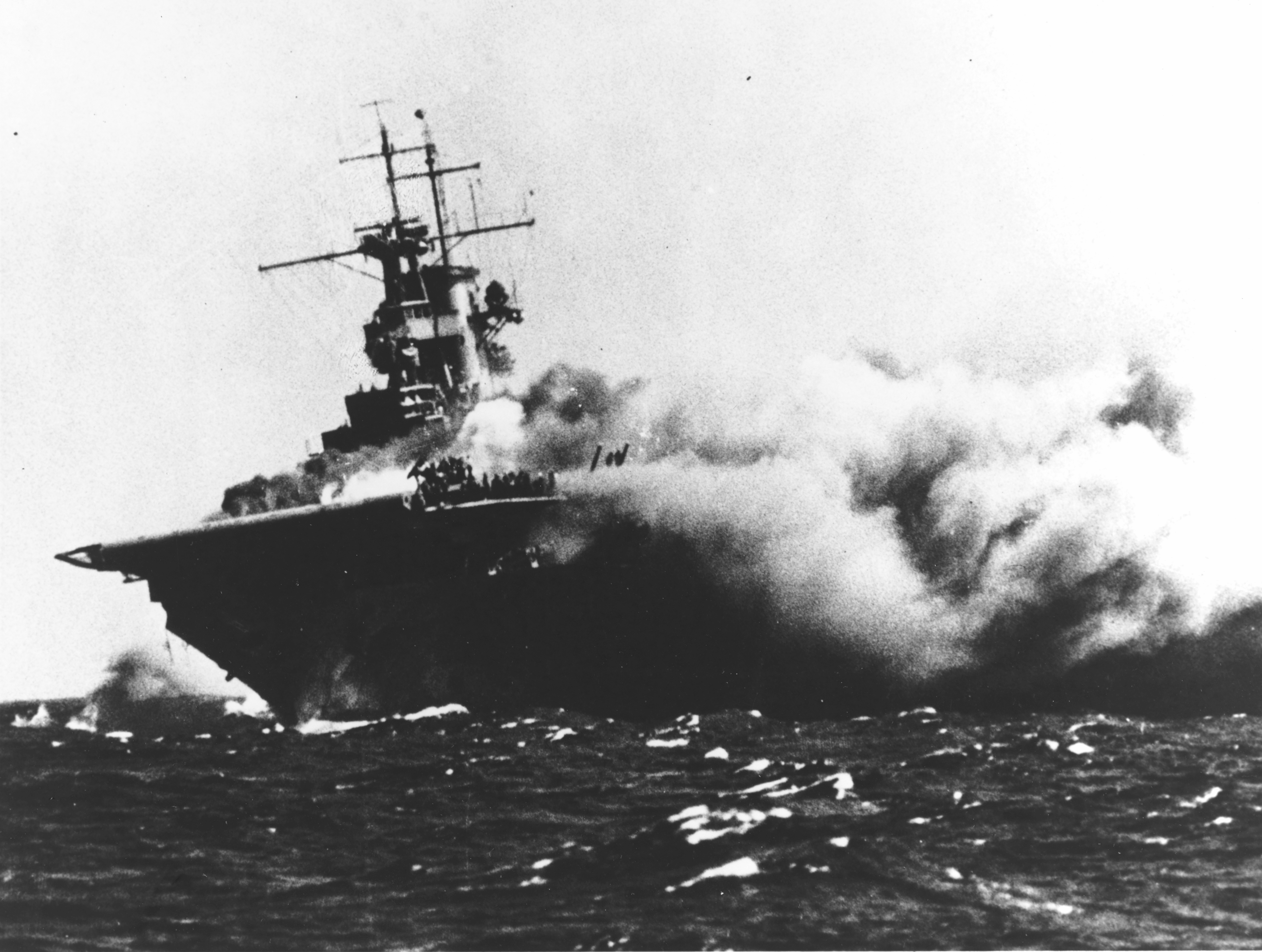
USS Wasp (CV-7) în flăcări, lovit de torpile japoneze

La 31 august, portavionul Saratoga a fost torpilat de submarinul japonez I-26 și a fost scos din acțiune pentru trei luni pentru reparații.  La 14 septembrie, USS Wasp a fost lovit de trei torpile trase de submarinul japonez I-19  în timp ce escorta un mare convoi care se îndrepta spre Guadalcanal pentru aprovizionare și aproape a intrat în luptă cu două portavioane japoneze Shōkaku și Zuikaku (care s-au retras chiar înainte ca avioanele celor doi adversari să intre în raza de acțiune a adversarilor). 
Cu avarii serioase de la torpilă, echipele de reparații de pe Wasp au fost în imposibilitatea de a controla incendiile mari care au urmat, astfel că portavionul a fost abandonat și sabordat.
Deși Statele Unite aveau acum un singur portavion operațional (Hornet) în Pacificul de Sud, aliații mențineau în continuare superioritate aeriană la sud de Insulele Solomon, din cauza avioanelor americane cu baza la aerodromul Henderson Field,  Guadalcanal. Cu toate acestea, pe timp de noapte, atunci când avioanele americane nu erau în măsură să funcționeze eficient, japonezii reușeau să navigheze în jurul insulei după bunul lor plac.
Astfel, în lupta pentru Guadalcanal a apărut un impas, cu aliații aducând materiale și întăriri la Guadalcanal în timpul zilei, iar japonezii pe timp de noapte (regularitatea cu care japonezii făceau aceste aprovizionări noaptea i-a făcut pe americani să o numească „Tokio Express"), niciuna din părți nefiind capabilă să aducă suficiente trupe și provizii pe insula pentru a asigura un avantaj decisiv. Până la mijlocul lunii octombrie, ambele părți au avut aproximativ un număr egal de trupe pe insulă. La 23 octombrie efectivele concentrate în apropierea aerodromului Henderson Field erau: 23.000 militari americani și 22.000 militari japonezi   Impasul a fost întrerupt pentru scurt timp de două acțiuni navale mari. 

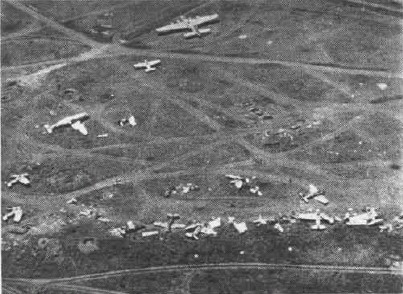
Aerodromul Henderson Field cu F4F Wildcat-uri și SBD Dauntless-uri avariate la sol, vizibile pe partea inferioară a fotografiei (1942)

În noaptea de 11/12 octombrie, o forță nave de luptă americană a interceptat și a învins o grupare de nave de război japoneze, care era în drum pentru a bombarda aerodromul Henderson Field în Bătălia de la Capul Esperance, Guadalcanal. Dar, cu doar două nopți mai târziu, o forță japoneză care a includea cuirasatele Haruna și Kongo a bombardat cu succes aerodromul Henderson Field, distrugând cea mai mare parte a avioanelor americane de la sol și provocând pagube severe privind instalațiile aerodromului, aerodromul rămânând doar parțial operațional.   A fost nevoie de câteva săptămâni pentru ca aerodromul să fie complet reparat, iar avioanele distruse să fie înlocuite.
În acest moment în lupta pentru Guadalcanal, SUA a făcut două mișcări pentru a încerca să iasă din impas. În primul rând, reparațiile la Enterprise au fost accelerate, astfel încât el putea reveni mai repede în Pacificul de Sud. La 10 octombrie, Enterprise a primit noi avioane; la 16 octombrie a părăsit Pearl Harbor și la 23 octombrie,  a ajuns înapoi în Pacificul de Sud întâlnindu-se cu Hornet, iar restul forțelor navale aliate din Pacificul de Sud, la 24 octombrie, la 506 km nord-est de Espiritu Santo.
În al doilea rând, la 18 octombrie, amiralul Chester Nimitz - comandantul Aliaților din Pacific l-a înlocuit pe viceamiralul Frank J. Fletcher cu contraamiralul Thomas C. Kinkaid și pe viceamiralul Robert Ghormley cu viceamiralul William Halsey în funcția de comandant în zona Pacificului de Sud: persoana aflată în această funcție comanda forțele aliate în campania de la Insulele Solomon. Nimitz simțea că viziunea lui Ghormley a devenit prea îngustă și pesimistă ca să fie capabil să conducă forțele aliate în mod eficient în lupta pentru Guadalcanal. Halsey în schimb era cunoscut și respectat în întreaga flotă americană ca fiind un „luptător". Despre preluarea comenzii Halsey a început imediat să facă planuri pentru a atrage forțele navale japoneze într-o bătălie, îi scria lui Nimitz: „Trebuia să încep să le car pumni aproape imediat."
Flota Combinată Japoneză de asemenea încerca să atragă forțele navale aliate în ceea ce spera să fie o bătălie decisivă. 
Două portavioane - Hiyō și Junyō - și un portavion ușor - Zuihō - au ajuns la  baza navală japoneză principală de la Atolul Truk la începutul lunii octombrie și s-au alăturat portavioanelor Shōkaku și Zuikaku. Cu cinci portavioane complet echipate cu avioane, plus numeroase cuirasate, crucișătoare și distrugătoare, Flota Combinată Japoneză, comandat de amiralul Isoroku Yamamoto, erau încrzători că ar putea repara înfrângerea lor în Bătălia de la Midway. În afară de câteva raiduri aeriene pe aerodromul Henderson Field în luna octombrie, portavioanele japoneze și navele de luptă de sprijin au rămas în afara luptei pentru Guadalcanal, în zona de nord-vest a Insulelor Solomon, așteptând o șansă de a se apropia și de a ataca portavioanele americane.
Cu următorul atac terestru major al Armatei japoneze planificat asupra forțelor aliate pe Guadalcanal stabilit pentru 20 octombrie, navele de luptă ale lui Yamamoto au început să se apropie de zona sudică a insulelor Solomon pentru a sprijini ofensiva armatei japoneze la Guadalcanal, și să fie gata să atace orice navă Aliată (în primul rând americană), în special portavioane, care s-ar fi apropiat pentru a sprijini apărarea aliată la Guadalcanal. 

## Preludiul bătăliei
Din 20-25 octombrie, forțele terestre japoneze din Guadalcanal au încercat să captureze aerodromul Henderson Field cu un atac pe scară largă împotriva trupelor americane, care apărau aerodromul. În pofida atacului japonez masiv, atacul a fost decisiv respins cu pierderi grele pentru japonezi.
În mod eronat, crezând că trupele armatei japoneze au reușit să captureze Henderson Field, un convoi de nave de luptă japoneze s-au apropiat de Guadalcanal în dimineața zilei de 25 octombrie pentru a oferi sprijin suplimentar pentru ofensiva armatei japoneze. Avioanele de pe Henderson Field au atacat convoiul pe tot parcursul zilei, scufundând crucișătorul ușor Yura și avariind distrugătorul Akizuki.
În ciuda eșecului ofensivei terestre japoneze și pierderii crucișătorului Yura, la data de 25 octombrie restul Flotei Combinate a continuat manevrele la sud de Insulele Solomon, în speranța de a se întâlni cu forțele navale aliate și de a-i ataca. Forțele navale japoneze includeau patru portavioane, deoarece Hiyō pe 22 octombrie a suferit accidental un incendiu, care l-a forțat să se întoarcă la Truk pentru reparații. 

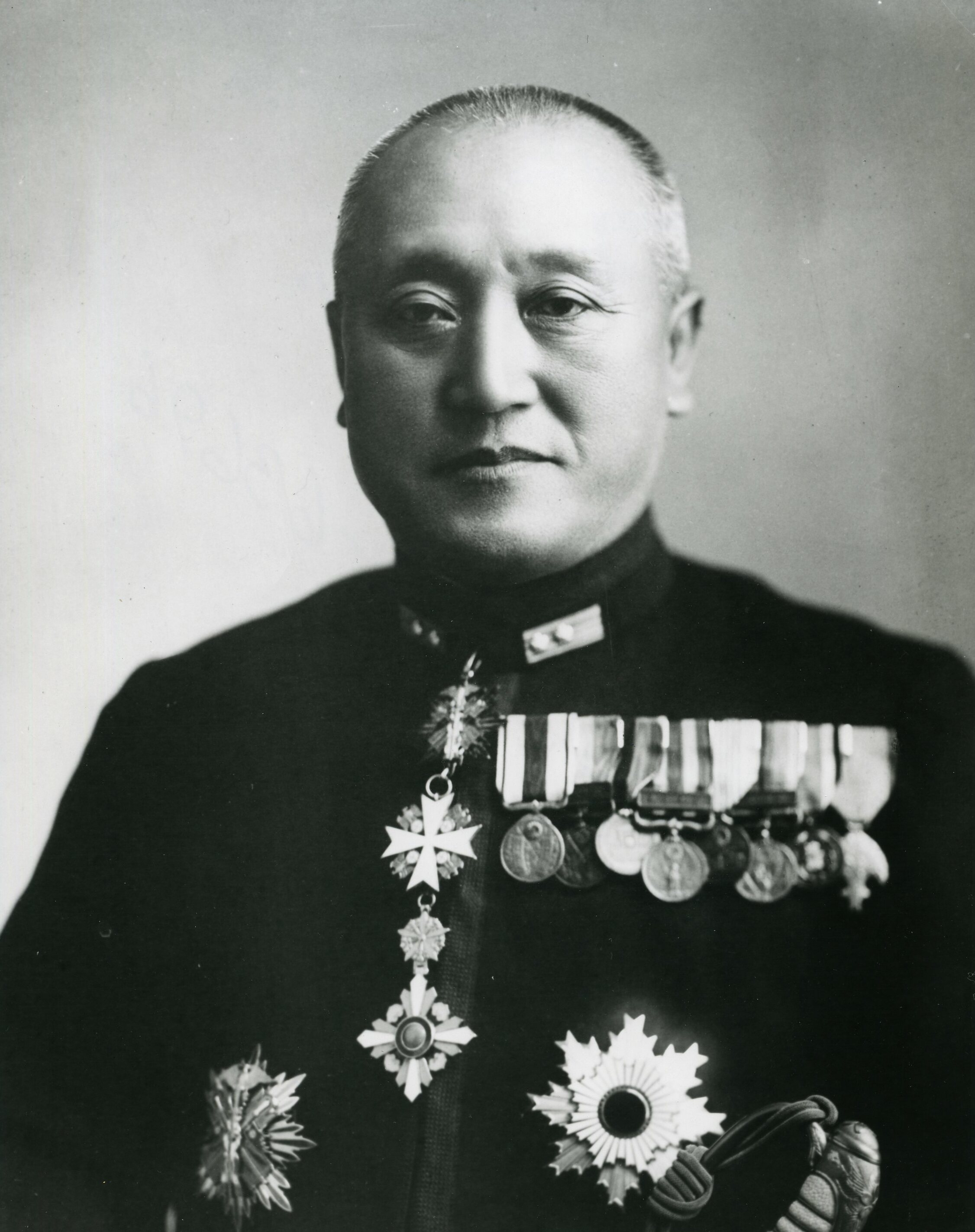
Viceamiralul Nobutake Kondō, comandantul forţelor japoneze
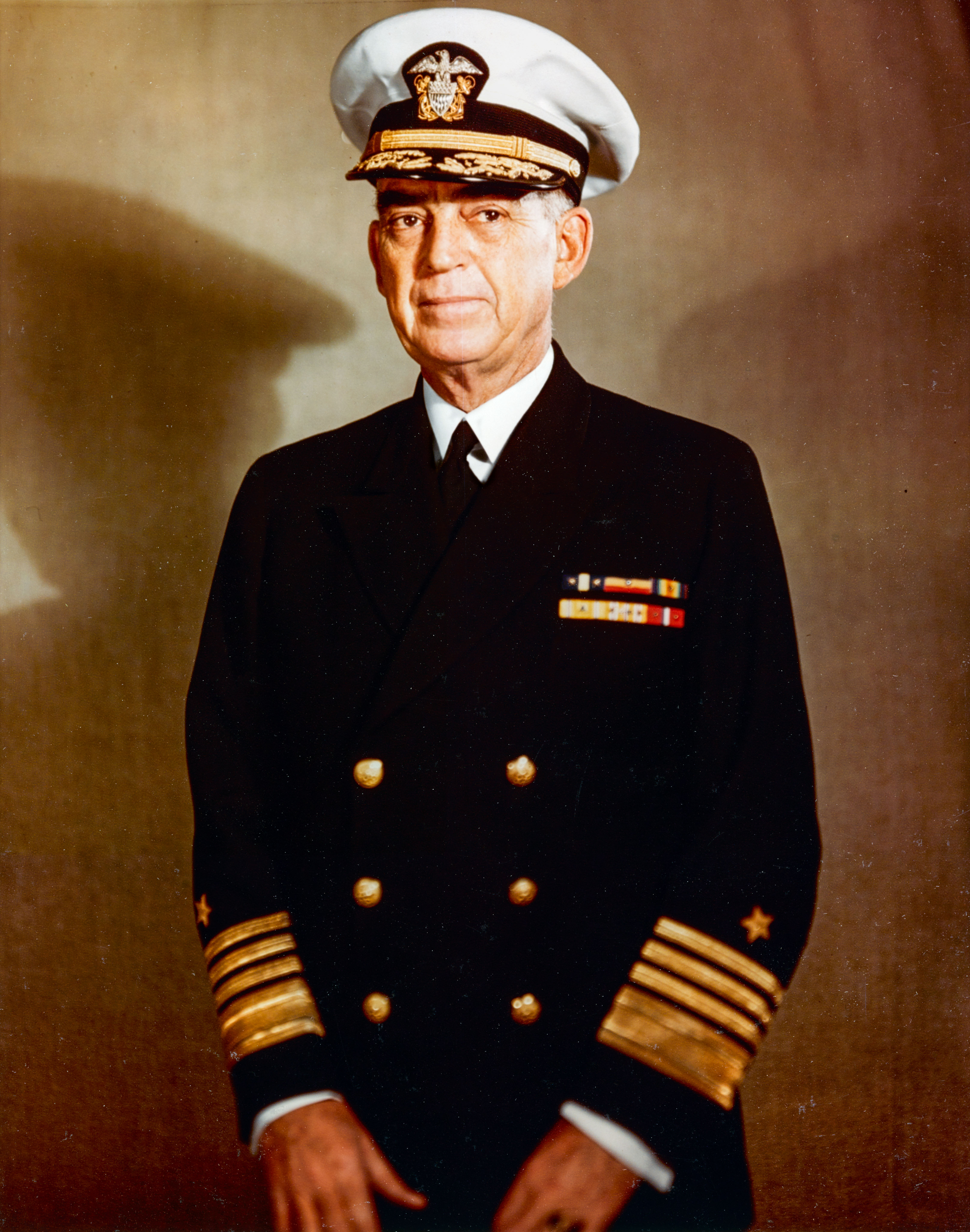
Amiralul Thomas C. Kinkaid, comandantul forţelor americane

Forțele navale japoneze erau împărțite în trei grupe: 
- „Forța Avansată" conținea portavionul Junyō, Haruna și Kongo , patru crucișătoare grele, un crucișător ușor, și 10 distrugătoare comandate de viceamiralul Nobutake Kondō de pe crucișătorul greu Atago;
- „Forța Principală" era formată din portavioanele Shōkaku, Zuikaku, și Zuihō, un crucișător greu și opt distrugătoare  comandate de viceamiralul Chūichi Nagumo de pe Shōkaku,
- „Forța de Avantgardă" era formată din cuirasatele Hiei și Kirishima , trei crucișătoare grele, un crucișător ușor și șapte distrugătoare, fiind comandate de contraamiralul Hiroaki Abe de pe cuirasatul Hiei.

Kondo era și comandantul celor trei forțe , care aveau în dotare în total 212 avioane.
Pe partea americană grupul operativ era format din portavioanele Hornet și Enterprise sub comanda generală a amiralului Thomas C. Kinkaid - a trecut la nord de insulele Santa Cruz la 25 octombrie în căutare de forțelor navale japoneze. Navele de război americane s-au desfășurat în două grupuri de portavioane separate, formate în jurul celor două portavioane Hornet și Enterprise, și deplasându-se separat unii de alții la aproximativ 19 km. Pe lângă cele două portavioane forțele americane mai erau formate dintr-un cuirasat (USS South Dakota), șase crucișătoare (USS Portland, San Juan, Northampton, Pensacola, San Diego, Juneau), și 14 distrugătoare. Portavioanele aveau la bord în total 171 de avioane, dar mai puteau conta și pe sprijinul a 60 de avioane cu baza la Henderson Field.
Un hidroavion american PBY Catalina cu baza pe Insulele Santa Cruz la ora 11:03 a descoperit corpul principal al portavioanelor japoneze. Cu toate acestea, portavioanele japoneze erau la aproximativ 657 km de forțele americane, dincolo de raza de acțiune ale avioanelor de pe portavioane. Kinkaid, în speranța de a reduce distanța ca să poată executa un atac în acea zi, s-a îndreptat spre portavioanele japoneze cu viteza maximă și la 14:25 a lansat o unitate de atac formată din 23 avioane, dar japonezii, știind că au fost reperați de avioanele americane și necunoscând poziția portavioanelor americane, s-au îndreptat spre nord ca să rămână în afara razei de acțiune a avioanelor de pe portavioanele americane.  Astfel că forța de atac american a revenit pe portavion fără a găsi sau a ataca navele de luptă japoneze .

## Bătălia

#### Primele atacuri ale avioanelor japoneze pe 20 octombrie

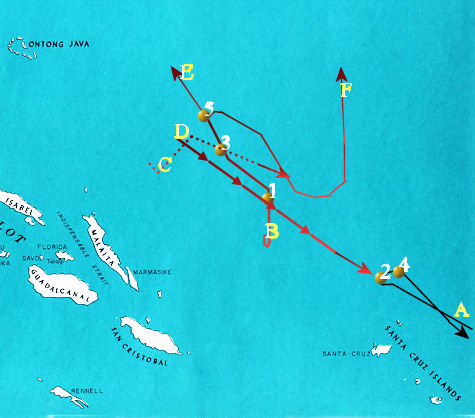
Harta Bătăliei de la Insulele Santa Cruz, 26 octombrie 1942. Liniile roșii sunt forțele navale japoneze iar cele negre sunt forţele americane. Puncte galbene numerotate reprezintă acțiuni importante în luptă.

La ora 02:50 pe data 26 octombrie, forțele navale japoneze s-au întors și forțele navale ale celor doi adversari au redus distanța dintre ele, până când la ora 5:00 aceasta a fost doar de 370 km. 
Ambele părți au lansat avioane de căutare și au pregătit avioanele rămase pentru atac, de îndată ce navele celeilalte părți s-ar fi localizat. Deși un hidroavion PBY Catalina echipat
cu radar a  reperat portavioanele japoneze la ora 03:10, raportul nu a ajuns la Kinkaid până ora 05:12. Prin urmare, crezând că navele japoneze probabil și-au schimbat poziția, în cele două ore care au trecut, el a decis să rețină forța de atac până când primește mai multe informații despre localizarea   curentă a navelor japoneze. 
La 06:45, un avion de recunoaștere american a reperat forța principală a portavioanelor lui Nagumo.  La 06:58, un avion de recunoaștere japonez a raportat locația Grupului operativ al portavionului Hornet. 
Ambele părți au încercat să atace primul adversarul. Japonezii au fost în primii care și-au lansat forța de atac, formată din 64 de avioane, incluzând 21 de bombardiere în picaj Aichi D3A2 „Val”, 20 avioane torpiloare Nakajima B5N „Kate”, 21 de avioane de vânătoare A6M3 Zero, și două avioane de comandă și control Nakajima B5N2 pe drumul spre Hornet la ora 07:40.  de asemenea, la 7:40, două avioane americane SBD-3 Dauntless, răspunzând la reperarea mai devreme a portavioanelor japoneze, au sosit și au atacat portavionul Zuihō. Cu patrula de aer japoneză  ocupată să alunge alte avioane americane de recunoaștere, cele două avioane americane au reușit să se apropie și să arunce ambele bombe pe Zuihō, provocând pagube și avariind puntea de zbor al portavionului, astfel că au făcut imposibilă aterizarea avioanelor pe portavion. 
Între timp, Kondo a ordonat Forței lui Abe să se deplaseze înainte și să încerce să intercepteze și să atace navele de luptă americane. Kondo se apropia cu Forța sa la viteză maximă, astfel încât avioanele de pe Junyō puteau să participe la atacurile asupra navelor americane. La ora 08:10, Shōkaku a lansat un al doilea val de avioane de atac, format din 19 de bombardiere în picaj și opt Zero, iar Zuikaku a lansat 16 bombardiere torpiloare la 08:40. Astfel, la ora 09:10 japonezii aveau 110 avioane pe cale de a ataca portavioanele americane. 
Forța aviatică de atac americană era cu circa 20 de minute în urma japonezilor. Crezând că un atac rapid este mai important decât un atac masiv, și pentru că ei nu aveau combustibil pentru adunarea în formație a multor avioane înainte de atac, avioanele americane au plecat în grupuri mici spre navele japoneze, și nu au căutat să se adune într-o formație mare. Primul grup, format din 15 bombardiere în picaj SBD, șase avioane torpiloare TBF-1 Avenger aerotorpiloare, și opt avioane de vânătoare F4F4 Wildcat, conduse de locotenent-comandorul R. Eation de pe Hornet- au fost în aer la  aproximativ ora 08:00.
Un al doilea grup format din trei SBD-uri, șapte TBF-uris, și opt Wildcat-uri de pe Enterprise au decolat la ora 8:10.
Un al treilea grup, care a includea nouă SBD-uri, opt TBF-uri, și șapte Wildcat-uri de pe Hornet au decolat la ora 08:20. 
La 08:40, cele două formațiuni aviatice inamice au ajuns în rază vizuală. Nouă avioane Zero de pe Zuihō au surprins și au atacat grupul Enterprise, atacând dinspre soare avioanele care decolau. În atacul rezultat, au fost doborâte patru Zero-uri, trei Wildcat-uri, și două TBF-uri, cu alte două TBF-uri și un Wildcat avariat, forțată să revină pe Enterprise. 
La ora 08:50, formația de atac american de pe Hornet a reperat patru nave din formațiunea lui Abe. Cercetând mai departe au reperat portavioanele japoneze și s-au pregătit de  atac. Trei Zero-uri de pe Zuihō au atacat formația de Wildcat-uri, atrăgându-le departe de bombardierele pe care trebuiau să le protejeze. Astfel, bombardierele în picaj din primul grup au început atacurile lor fără escortă de avioane de vânătoare. Douăzeci de Zero-uri de pe portavionul japonez au atacat formația de SBD-uri și au doborât patru dintre ele. Cele 11 SBD-uri rămase au început atacul în picaj asupra lui Shōkaku la ora 09:27, lovindu-l cu trei, până la șase bombe, distrugându-i puntea de zbor și provocând avarii grave în interiorul navei. Ultimul SBD din cei 11 a pierdut din vedere Shōkaku și în schimb a aruncat o bombă lângă distrugătorul japonez Teruzuki, provocând pagube minore. Cele șase TBF-uri în primul grup de atac, care s-au separat de grupul lor, nu au găsit portavioanele japoneze și în cele din urmă s-au întors spre Hornet. Pe drumul de întoarcere au atacat crucișătorul greu japonez Tone, ratându-l cu toate torpilele lor. 
TBF-urile din formația celui de-al doilea atac american de pe Enterprise nu au putut localiza portavioanele japoneze și în schimb au atacat crucișătorul greu japonez Suzuya din formația lui Abe, fără să provoace pagube. Aproximativ în același timp, al treilea atac american, de pe Hornet a găsit navele lui Abe și au atacat crucișătorul greu japonez Chikuma, lovind-o cu două bombe de 450 kg, provocând pagube importante. Cele trei SBD-uri de pe Enterprise au sosit și au atacat de asemenea Chikuma, provocând mai multe pagube cu o bombă și și cu două evitate la limită. În cele din urmă, cele opt TBF-uri din cel de-al treilea grup a sosit și a atacat Chikuma fumegând, reușind să-l lovească încă odată. Chikuma, escortat de două distrugătoare s-a retras din luptă și s-a îndreptat spre Truk pentru reparații. 
Forțele de portavioane americane au primit veste de la avioanele lor de atac la 08:30 că avioane de atac japoneze se îndreaptă spre ei.  La 08:52, comandantul forței de atac japoneză a reperat grupul operațional Hornet (Task Force Enterprise era ascuns de o furtună de ploaie) și a desfășurat avioanele sale pentru atac. La 08:55, portavioanele americane au detectat avioanele japoneze care se apropiau pe radar, de la aproximativ 65 km distanță, și au început să dirijeze cele 37 de Wildcat-uri spre întâmpinarea avioanelor japoneze. Cu toate acestea, probleme de comunicare, greșelile controlorilor de zbor americani și procedurile de control primitive au împiedicat aproape toate avioanele americane să găsească și să atace avioanele japoneze înainte ca acestea să înceapă atacurile lor asupra portavionului Hornet.  Cu toate că câteva Wildcat-uri americane au putut să doboare câteva bombardiere în picaj japoneze, cele mai multe avioane japoneze au început atacurile lor relativ nevătămate de avioanele de vânătoare americane. 
La 09:09, apărarea antiaeriană de pe Hornet și navele ei de escortă au deschis focul asupra celor cele 20 de avioane torpiloare japoneze neatinse și 16  bombardiere în picaj rămase au început atacurile asupra portavionului. La 09:12, un bombardier în picaj a aruncat bomba sa semiperforantă de 250 kg în centrul punții de zbor al lui Hornet, care a străpuns trei punți înainte de a exploda, provocând moartea a 60 de oameni.
Câteva momente mai târziu, o bombă „de teren" de 242 kg a lovit puntea, explodând la impact, a creat o gaură de 3,4 m,  ucigând 30 de oameni. Un minut mai târziu, o a treia bombă a lovit Hornet aproape de locul unde a căzut prima bombă, penetrând trei punți înainte de a exploda, provocând avarii grave, dar nicio pierdere umană. 
La 09:14, un bombardier a fost lovit și avariat de tunurile antiaeriene de pe Hornet. Arzând, avionul s-a prăbușit în mod deliberat pe Hornet, omorând șapte oameni și răspândind  combustibil de avion aprins pe punte.
În același timp au atacat bombardierele în picaj, cele 20 de bombardiere torpiloare se apropiau de Hornet din două direcții diferite. În ciuda pierderilor grele de la focul antiaerian, avioanele torpiloare au lansat două torpile, care au lovit partea laterală a portavionului Hornet între 09:13 - 09:17, lovind motoare ei. Cum Hornet a început să piardă din viteză, un bombardier japonez lovit s-a apropiat și intenționat s-a prăbușit în partea laterală a portavionului,  provocând un incendiu în apropiere de punctul alimentare principală a navei cu combustibil pentru avioane. La ora 09:20, avionul japonez supraviețuitor a plecat, lăsând Hornet blocat și arzând.  În acest atac fost distruse douăzeci și cinci avioane japoneze și șase avioane americane.
Cu ajutorul instalațiilor de stingere a incendiilor de pe trei distrugătoare de escortă focurile de pe Hornet au fost ținute sub control la ora 10:00. Personalul rănit a fost evacuat de pe portavion și crucișătorul greu USS Northampton a încercat să tracteze Hornet în afara de zonei de luptă. Cu toate acestea, eforturile de tractare au luat ceva timp, între timp fiind atacați de mai multe valuri de atac de avioane japoneze. 

#### Acțiuni ale portavioanelor pe 20 octombrie: acțiuni după primele atacuri
Începând de la 09:30, pe Enterprise au aterizat mai multe avioane de vânătoare avariate și avioane de recunoaștere de pe ambele portavioane. Cu puntea ei plină de avioane și cu doilea val de avioane japoneze apropiindu-se, care au fost detectate de radar la 09:30, Enterprise a oprit aterizările la ora 10:00. Avioanele rămase fără combustibil au început să aterizeze pe apă, în ocean, iar distrugătoarele de escortă ale portavioanelor au început salvarea echipajelor din apă.
Un avion TBF prăbușit în apă de pe Enterprise, care a fost atacat mai devreme de Zero-uri de pe Zuihō, s-a prăbușit în apă lângă distrugătorul USS Porter. În timp ce Porter salva echipajul TBF-ului, a fost lovit de o torpilă, probabil, de la avionul american prăbușit în apă și abandonat, provocând pagube și omorând 15 membri ai echipajului.  După ce comandantul Grupului operativ a dispus sabordarea distrugătorului, echipajul distrugătorului a fost salvat de către distrugătorul USS Shaw care apoi a scufundat USS Porter cu focuri de tun.
Primul val de avioane de atac japoneze au început să se întoarcă pe portavioanele lor de la atacul asupra lui Hornet, un avion japonez dintre acestea a reperat grupului operațional Enterprise (care tocmai ieșise dintr-o furtună de ploaie) și a raportat poziția portavionului.  Astfel, un al doilea val de avioane de atac japoneze, crezând că Hornet a fost scufundat, și-a direcționat atacurile  asupra grupului Enterprise, începând de la ora 10:08. Din nou, avioanele de vânătoare americane au avut probleme cu interceptarea avioanelor japoneze înainte ca acestea să atace  Enterprise, doborând doar două din cele 19 de bombardiere în picaj care au început coborârea spre portavion. Atacând prin focul intens antiaerian al portavionului Enterprise și navele de luptă de escortă, bombardierele au lovit portavionul cu două bombe de 250 kg, ratând cu puțin cu o altă bombă. Bombele au ucis 44 de oameni și au rănit 75, și au provocat pagube serioase portavionului, inclusiv blocarea unui lift care avea funcția de urca avioanele din hangar pe punte.  Douăsprezece dintre cele 19 bombardiere japoneze au pierit în acest atac. 
Douăzeci de minute mai târziu, 16 avioane torpiloare Zuikaku au sosit și s-au despărțit pentru a ataca Enterprise. Un grup de bombardiere torpiloare a fost atacat de două avioane de vânătoare Wildcat care au doborât trei dintre și au avariat un al patrulea. Incendiat, al patrulea avion avariat s-a prăbușit cu intenție pe distrugătorul Smith, incendiind nava și ucigând 57 de oameni din echipaj. Pentru a înrăutăți lucrurile, torpila de pe acest avion nu a explodat la impactul inițial, dar a explodat la scurt timp după aceea, provocând daune și mai mari. Focul părea inițial incontrolabil până când comandantul distrugătorului a ordonat ca distrugătorul să se plaseze în siajul cuirasatului USS South Dakota, stropii mari ajutând la stingerea incendiului. Smith și-a reluat apoi rolul, trăgând cu armele anti-aeriene rămase în avioanele torpiloare care mai atacau navele. 
Avioanele torpiloare rămase au atacat portavioanele USS Enterprise, Dakota de Sud și crucișătorul Portland, dar toate torpilele lor au ratat sau au rămas neexplodate, fără să producă pagube. Atacul s-a terminat la ora 10:53; nouă din cele 16 avioane torpiloare au pierit în acest atac.  După suprimarea celor mai multe incendii de la bord, la 11:15 Enterprise și-a redeschis puntea de zbor pentru a primi avioane care se întorceau din atacurile americane de dimineață asupra forțelor navale japoneze. Cu toate acestea, doar câteva avioane au aterizat înainte de următorul val de avioane de atac japoneze care sosind au început atacurile lor asupra lui Enterprise, forțând  suspendarea operațiunilor de aterizare a avioanelor. 
Între orele 09:05 și 09:14, Junyō s-a apropiat la o distanță de ( 520 km) de portavioanele americane și au lansat un atac cu 17  bombardiere în picaj și 12 Zero-uri.
Forța Principală și Forța Avansată japoneză făceau manevre în încercarea lor de a face joncțiune, iar Junyō pregătea următoarele raiduri.  La ora 11:21, avioanele Junyō au sosit și au atacat grupul operativ al lui Enterprise. Bombardierele în picaj au lovit ușor Enterprise, care au provocat mai multe pagube, lovind și  South Dakota și crucișătorul ușor San Juan, provocând pagube moderate la ambele nave. În acest atac au fost distruse unsprezece dintre cele 17 bombardiere în picaj japoneze. 
La ora 11:35, Kinkaid a decis să retragă Enterprise și navele sale de escortă de pe câmpul de luptă, odată ce Hornet a fost scos din acțiune, Enterprise fiind grav avariat, și a presupus (corect) că japonezii au unul sau două portavioane intacte în zonă.  Lăsând Hornet în urmă, tot ce putea Kinkaid să facă a fost să direcționeze portavionul și navele sale de escortă să se retragă cât se poate de repede. Între orele 11:39 și 13:22, Enterprise recuperat 57 din 73 avioane americane și s-a îndepărtat de zona de luptă. Avioanele americane care au aterizat pe apă au fost abandonate în ocean, și echipaje lor au fost salvate de către navele de luptă de escortă. 
Între orele 11:40 și 14:00, cele două portavioane japoneze nedeteriorate, Zuikaku și Junyō, au recuperat câteva avioane care se întorceau de la atacurile de dimineață împotriva lui Hornet și Enterprise și pregăteau alte atacuri aeriene. Acum pierderile devastatoare suferite ale japonezilor în timpul acestor atacuri privind avioanele au devenit evidente. Lt. Cmdr. Okumiya Masatake, ofițer de stat major aviatic de pe Junyō, a descris revenirea primului grupuri de avioane pe portavion astfel: „Am scrutat cerul cu teamă. Se întorceau doar câteva avioane în comparație cu numărul de avioane care au decolat cu câteva ore înainte... Avioanele aterizau pe punte clătinându-se, fiecare avion de vânătoare sau bombardier era ciuruit de gloanțe... Piloții coborau frânți din carlinga lor îngustă, povesteau despre opoziția incredibilă, de cer înăbușit de schijele și trasoarele rafalelor de antiaeriană. Numai unul dintre liderii bombardierelor de pe Junyō s-a întors de la primul atac, iar după aterizare părea atât de șocat, încât nu putea vorbi coerent.”
La 13:00 Forța Avansată a lui Kondo și Forța de Avantgardă a lui Abe împreună s-au îndreptat direct spre ultima poziție raportată ale portavioanelor americane, mărind viteza pentru a încerca să-i intercepteze în raza de acțiune ale tunurilor de pe navă. Portavioanele avariate Zuihō și Shōkaku, cu Nagumo încă la bord, s-au retras din zona de luptă, lăsându-i contraamiralului  Kakuji Kakuta comanda forțelor aeriene de pe portavioanele  Zuikaku și Junyō. La ora 13:06, Junyō a lansat cel de-al doilea atac al său de șapte avioane torpiloare și opt Zero-uri, iar Zuikaku a lansat cel de-al treilea atac format din șapte avioane  torpiloare, două bombardiere în picaj, și cinci Zero-uri. La ora 15:35, Junyō a lansat ultimul atac japonez al zilei, format din patru bombardiere și șase Zero-uri. 
După mai multe probleme tehnice, la ora 14:45 Northampton a început în cele din urmă să tracteze încet afară din zona de luptă portavionul Hornet, dar numai cu o viteza de cinci noduri. 
Echipajul de pe Hornet a fost pe punctul de a restabili parțial capacitatea de deplasare a portavionului , dar  la ora 15:20, o a doua formație de atac de pe Junyō a sosit, și cele șapte avioane torpiloare au atacat portavionul aproape staționar. Deși șase dintre avioanele torpile au ratat ținta, la ora 15:23 o torpilă a lovit Hornet la mijlocul navei cu o lovitură fatală. Torpila a distrus reparațiile la sistemul de energie electrică și a provocat inundarea serioasă a navei și o înclinare  de 14°. Fără a avea energie electrică pentru a pompa afară apa, Hornet s-a considerat pierdut, iar echipajul a abandonat nava. Între timp cel de-al treilea atac aerian de pe Zuikaku a atacat Hornet, lovind nava care se scufunda cu încă o bombă. Până la ora 16:27, toți membrii echipajului Hornet au părăsit nava. Ultimul atac japonez a zilei la ora 17:20 a aruncat încă o bombă pe nava care se scufunda. 
După ce a fost informat că forțele japoneze se apropie și că eforturile de remorcare sunt imposibil de realizat, Amiralul Halsey ordonat scufundarea portavionului Hornet. În timp ce restul navelor de luptă americane se retrăgeau spre sud-est, pentru a ieși din raza de acțiune ale navelor lui Kondo și flota  lui Abe se apropia, distrugătoarele USS Mustin și USS Anderson a încercat să sabordeze Hornet cu mai multe torpile și peste 400 de proiectile, dar ea a rămas pe linia de plutire. Cu apropierea forțelor navale japoneze, care erau la numai 20 de minute, cele două distrugătoare americane la ora 20:40 au abandonat portavionul Hornet incendiat. La ora 22:20, restul  navelor de război ale lui Abe lui Kondo au ajuns la locul unde se afla Hornet. După ce japonezii și-au dat seama că au găsit portavionul de pe care a fost lansat Raidul Doolittle,  japonezii au intenționat să ia Hornet ca trofeu de război, dar în cele din urmă au decis că este prea deteriorat pentru a se putea tracta. Distrugătoarele Makigumo și Akigumo au scufundat Hornet cu patru torpile de 610 mm. La ora 01:35 pe 27 octombrie 1942, în cele din urmă Hornet s-a scufundat la coordonatele aproximative 08°38'S 166°43'E.
Mai multe atacuri de noapte de la hidroavioane Catalina, echipate cu radar asupra lui Junyō și Teruzuki, informația că  navele de război americane mari sunt în retragere din zonă, plus o situație critică a lipsei de combustibil au determinat japonezii să-și reconsidere urmărirea în continuare de navelor de război americane. După realimentare în apropiere de nordul insulelor Solomon, navele s-au întors la baza lor principală de la Truk la 30 octombrie. În timpul retragerea americanilor din zona de conflict spre Espiritu Santo și Noua Caledonie, South Dakota s-a ciocnit cu distrugătorul Mahan, deteriorând puternic distrugătorul. 

## După luptă

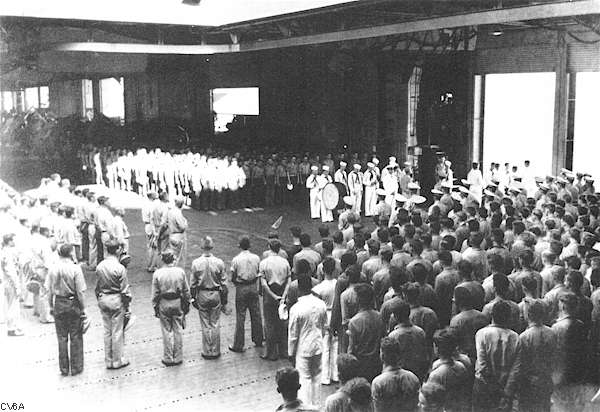
Echipajul de pe Enterprise la o înmormântare pe mare a 44 membri din echipaj în data de 27 octombrie, care au pierit în bătălia din ziua precedentă.

Japonezii s-au considerat victorioși, pretinzând că au scufundat trei portavioane americane, un cuirasat, un crucișător, un distrugător și o „navă mare de luptă neidentificată", împreună cu 79 avioane de pe portavioane (și alte avioane odată cu scufundarea portavioanelor). De fapt, americanii au pierdut un singur portavion (Hornet) și distrugătorul Porter.
Enterprise a fost puternic avariat ca și cuirasatul South Dakota, precum și crucișătorul ușor San Juan și distrugătoarele Smith și Mahan.
Dintre cele 175 avioane americane de la începutul luptei, 81 s-au pierdut din diferite cauze (33 de avioane de vânătoare, 28 de bombardiere în picaj, și 20 bombardiere torpiloare).
Japonezii au avut două portavioane (Shōkaku și Zuihō) și crucișătorul greu Chikuma grav avariate, și 99 de avioane din 203, care s-au implicat în luptă au fost pierdute.
Pierderea lui Hornet a fost o lovitură puternică pentru forțele aliate din Pacificul de Sud, lăsând portavionul Enterprise singurul portavion operațional, dar avariat în întregul teatru de război din Pacific. Atunci când portavionul a fost retras din luptă, echipajul a scris pe puntea de zbor: „Enterprise împotriva Japoniei." 
Enterprise a fost parțial reparat în Noua Caledonie și, deși încă destul de avariat, a revenit la zona de sud ale insulelor Solomons cu doar două săptămâni mai târziu, pentru a sprijini forțele aliate în timpul bătăliei navale din Guadalcanal, jucând un rol important în ceea ce s-a dovedit a fi lupta navală decisivă în campania globală pentru Guadalcanal.
Deși a fost o victorie tactică pentru japonezi în privința navelor americane scufundate, a fost o victorie costisitoare  pentru forțele navale japoneze. Ambele portavioane avariate au fost forțate să se întoarcă în Japonia pentru reparații extinse și pentru retehnologizare. După reparații, portavionul Zuihō a revenit la Truk la sfârșitul lunii ianuarie 1943. Portavionul Shōkaku a fost în reparații până în martie 1943 și nu s-a mai întors pe front până în iulie 1943, când ea s-a alăturat lui  Zuikaku la Truk.
Cu toate acestea, pierderile cele mai semnificative ale Marinei japoneze au fost echipajele avioanelor. SUA a pierdut în luptă 81 de avioane, cu 26 de piloți și de membri ai personalului de pe bordul avioanelor. Japonezii, pe de altă parte, au pierdut 99 avioane și 148 de piloți și de membri ai personalului de la bord, inclusiv doi conducători de grupuri bombardiere, trei conducători de escadrile de bombardiere torpiloare, și 18 alți comandanți de grupuri de avioane.
Patruzeci și nouă la sută dintre echipajele bombardierelor  torpiloare japoneze implicate în luptă au fost uciși, împreună cu 39% din echipajele de bombardiere în picaj și 20% din piloții de avioane de vânătoare. Japonezii au pierdut mai mult personal de pe avioane la Santa Cruz, decât au pierdut în fiecare din cele trei lupte de portavioane anterioare din Marea Coralilor (90), Midway (110), și Insulele Solomon. Până la sfârșitul bătăliei Santa Cruz, cel puțin 409 din cei 765 de aviatori de elită de pe portavioanele japoneze care au participat la atacul de la Pearl Harbor au murit.
După ce a pierdut atât de mulți oameni din echipajele avioanelor de pe portavioane, și cu nici o modalitate rapidă de a le înlocui din cauza unei capacități limitate a instituțiilor de instruire a personalului al aviației de pe portvioane și o absență a personalului instruit de rezervă, Zuikaku și Hiyō nedeteriorate au fost, de asemenea, obligate să se întoarcă în Japonia din cauza deficitului de personal aviatic de pe bord. Deși portavioanele japoneze au revenit la Truk până în vara anului 1943, ele nu au jucat niciun rol ofensiv în campania din Insulele Solomon.
Amiralul Nagumo, după ce a fost eliberat din funcție la scurt timp după luptă și mutat la cu serviciul pe țărm în Japonia,  în raportul său la Statul Major al Flotei Combinate a declarat: „Această luptă a fost o victorie tactică, dar o înfrângere strategică zguduitoare pentru Japonia. Având în vedere marea superioritate a capacității industriale a dușmanul nostru, noi trebuia să câștigăm fiecare bătălie cu avantaj covârșitor, pentru a câștiga acest război. Aceasta ultima, deși o victorie, din păcate, nu a fost o victorie zdrobitoare.”
În retrospectivă, în ciuda faptului unei victorii tactice, bătălia a curmat efectiv orice speranță a Marinei japoneze pe care ar fi putut-o printr-o victorie decisivă în fața puterii industriale a Statelor Unite, ca fiind un obiectiv de neatins.
Istoricul Eric Hammel a rezumat semnificația bătăliei de la Insulele Santa Cruz: „Santa Cruz a fost o victorie japoneză. Această victorie a costat Japonia ultima speranță să câștige războiul.”